# کیش‌هوتا
کیش‌هوتا (به مجاری:  Kishuta) یک شهرداری در مجارستان است که در بورشود-آبااوی-زمپلن واقع شده‌است. کیش‌هوتا ۵٫۱۷ کیلومتر مربع مساحت و ۳۴۴ نفر جمعیت دارد.